# 3574 Rudaux
3574 Rudaux је астероид главног астероидног појаса са средњом удаљеношћу од Сунца која износи 2,419 астрономских јединица (АЈ).
Апсолутна магнитуда астероида је 13,8.